# رودريغو كويفاس
رودريغو كويفاس (بالإسبانية: Rodrigo Cuevas)‏ هو مدرب كرة قدم ولاعب كرة قدم تشيلي، ولد في 18 سبتمبر 1973 في كوينتيرو في تشيلي. لعب مع سانتياغو واندررز.